# Мемориал Риу-Гранди-ду-Сул
Мемориал Риу-Гранди-ду-Сул (порт. Memorial do Rio Grande do Sul) — культурный центр в бразильском городе Порту-Алегри (штат Риу-Гранди-ду-Сул). Расположен в историческом здании на площади Алфандега рядом с Художественным музеем Риу-Гранди-ду-Сул в центре Порту-Алегри.

## История

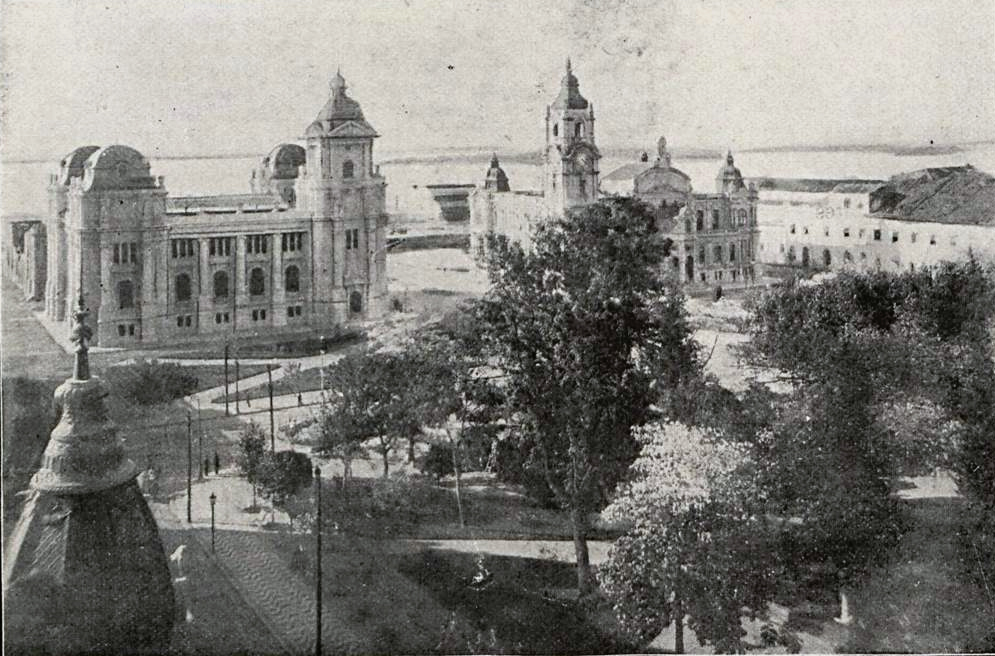
Площадь Алфандера в 1919 году. Слева — Художественный музей, справа — Мемориал.

Мемориал был создан в рамках проекта по сохранению культуры и истории штата Риу-Гранди-ду-Сул. В сентябре 1996 года здание бывшего Центрального агентства почты и телеграфа (порт. Correios e Telégrafos) Порту-Алегри и также включала создание Почтового музея и Филателистического агентства с целью сохранения первоначальной роли здания. Здесь находится центр, предоставляющий богатую коллекцию предметов, карт, гравюр, фотографий, книг и важных свидетельств о важнейших событиях в Риу-Гранди-ду-Сул. Для демонстрации этого материала была разработана современная музеография, способствующая его интеграции с общественностью.

## Здание
Старое здание Центрального агентства почты и телеграфа (порт. Correios e Telégrafos) является одним из самых красивых и известных исторических сооружений в Порту-Алегри. Строительство началось 30 сентября 1910 года и было завершено 31 декабря 1913 года, инженером был Рудольфом Аронсом и архитектором Теодором Видерспаном. Декор был выполнен мастерской Жуана Висенте Фридрихса при участии Хесуса Марии Короны, Франца Радермахера, Венцеля Фольбергера и Викторио Ливи. Компания Аронса была выбрана за признанную компетентность.
Здание выполнено в эклектичном стиле с сильным влиянием немецкого барокко и имеет динамичный фасад с выдающимся портиком, большой часовой башней слева и металлическими куполами по углам. Оно также отличается обильным орнаментом в виде цветочных и абстрактных узоров и скульптурами, включая группу Атлантов над фронтоном, окружённую изображениями, представляющими Европу и Америку. Другие скульптуры дополняют орнаментацию на фасаде.
Здание было включено в список исторического наследия в 1980 году. Комплекс, занимающий площадь 3600 м², был полностью отреставрирован в 1998 году перед открытием Мемориала. Фасады здания получили первоначальный вид; помещения, предназначенные для Исторического архива Риу-Гранди-ду-Сул и Казначейских комнат, были оборудованы кондиционерами. Внутренние дворы получили световые люки и лифты, а терраса была освобождена от более поздних наслоений.

Мемориал Риу-Гранди-ду-Сул
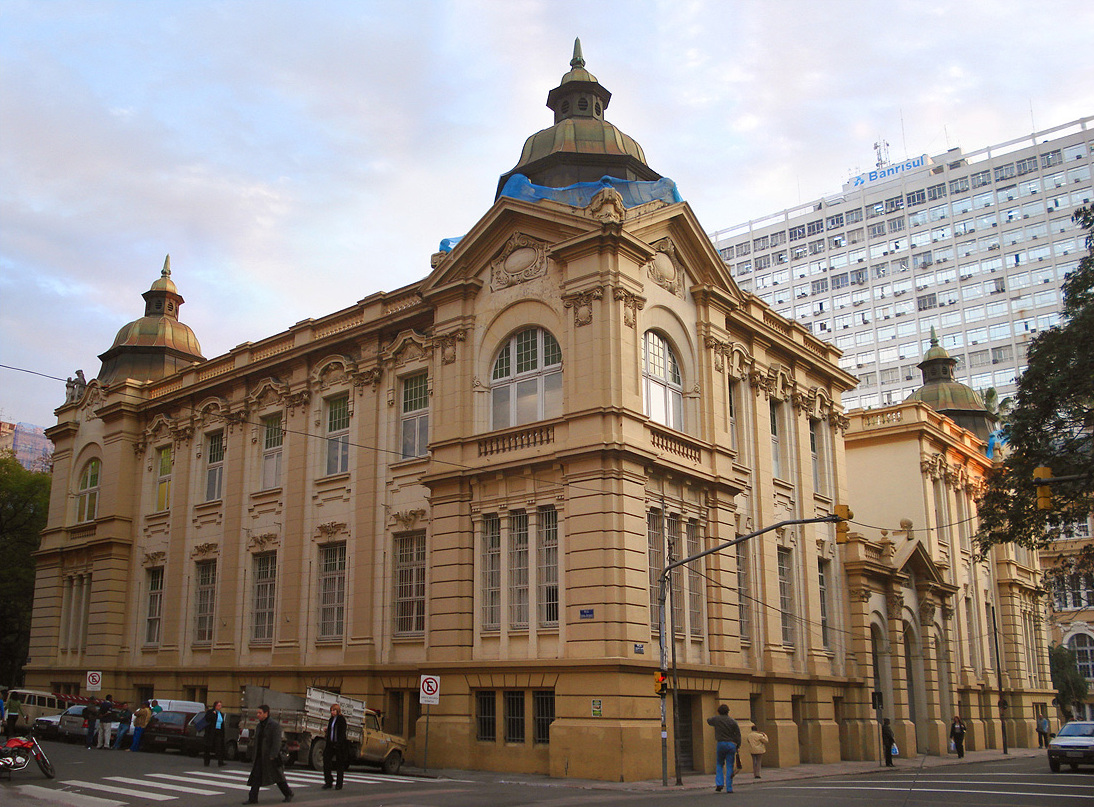
Вид с улицы 7 сентября
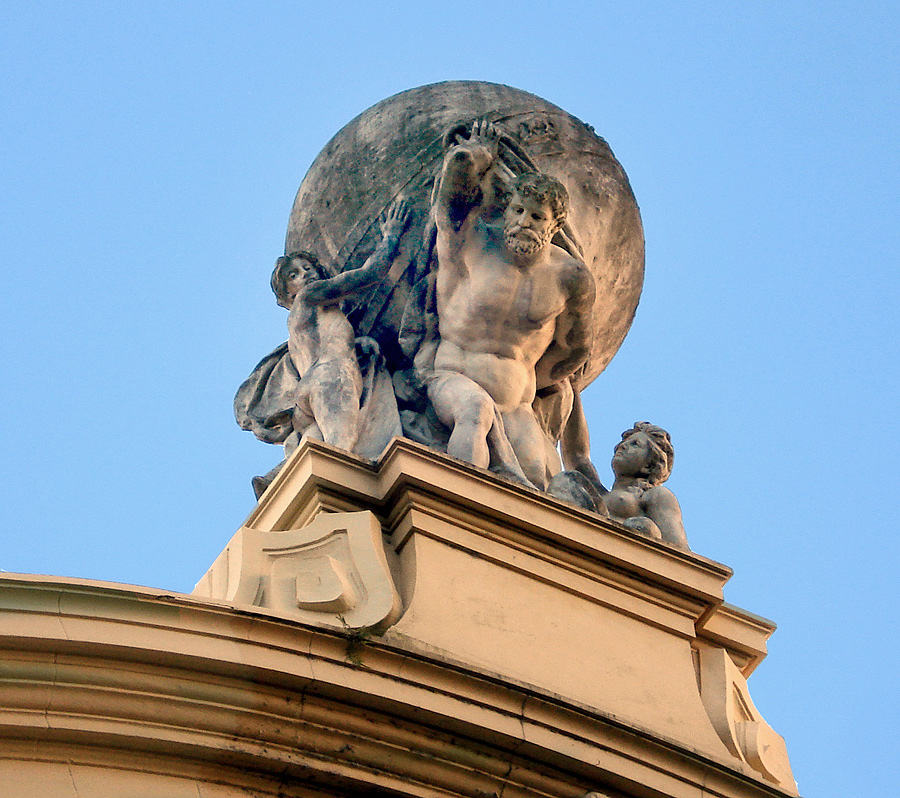
Атланты
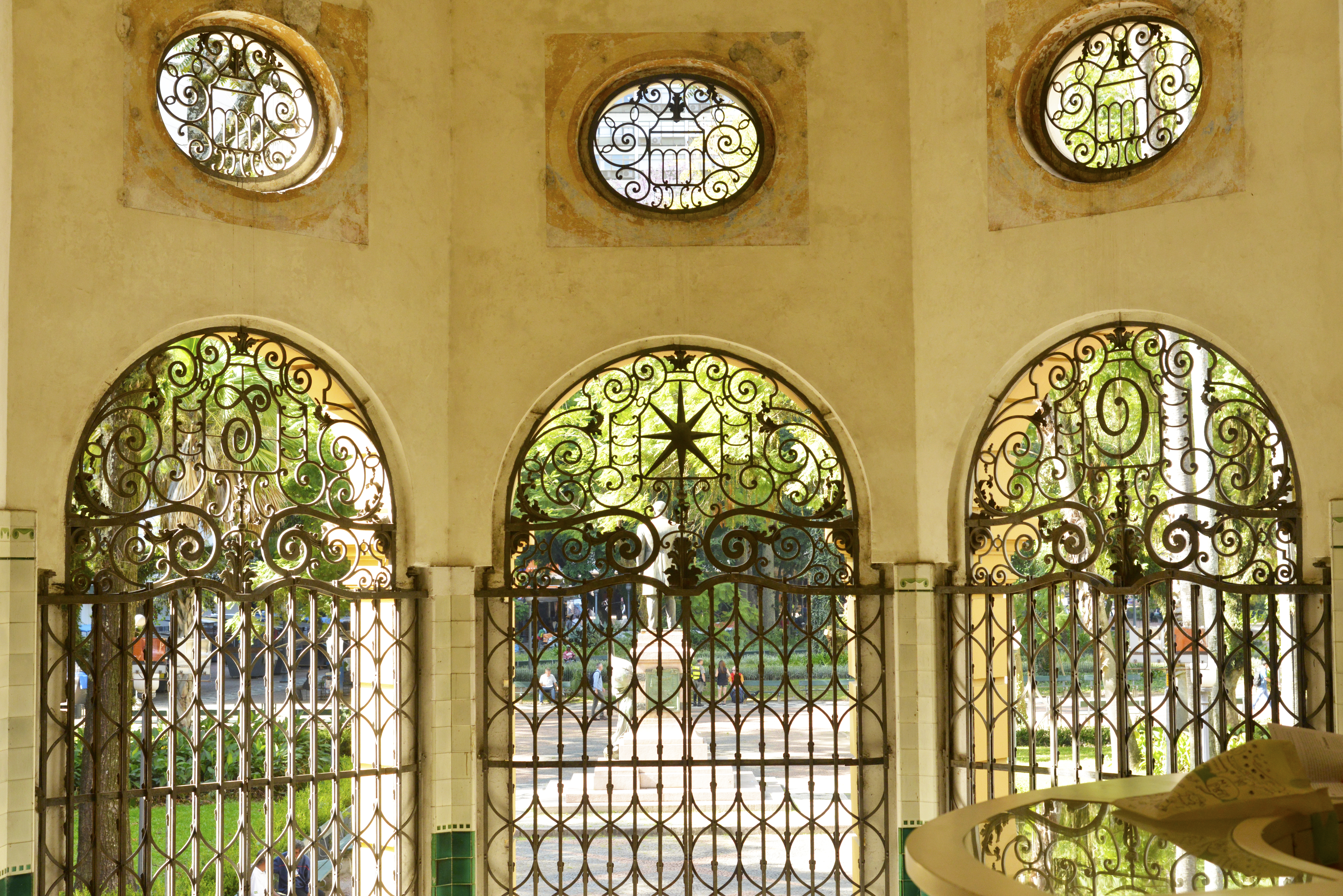
Интерьер

## Культурный центр
В Культурный центр входят следующие музеи, выставки и аудитории:
- «Линия времени» (порт. Linha do Tempo) — постоянная экспозиция в вестибюле здания, представляющая историю и идентичность народов штата Риу-Гранди-ду-Сул. Интерактивная экспозиция включает 52 модулей и 36 тематические панели с текстами, иллюстрациями и картами.
- «Персональные колонны» (порт. Colunas Personagens) — колонны, расположенные в вестибюле, использованы для демонстрации репродукций документов, фотографий, рисунков и биографий известных людей, сыгравших важную роль в истории штата.
- «Залы сокровищ» (порт. Salas do Tesouro) — временные выставки редких документов и рукописей из коллекции, насчитывающей более 12 тысяч единиц хранения в Историческом архиве штата.
- Многофункциональная комната (порт. Sala de Múltiplos Usos): центр для проведения различных мероприятий. Здесь проходили выставка, посвящённая Жетулиу Варгасу, частью биеннале Mercosur и книжной ярмарки Porto Alegre.
- Видеокомнаты (порт. Salas de Vídeo) расположены в четырёх угловых помещениях второго этажа. Здесь проходят тематические мероприятия по окружающей среде, иммиграции, войнам и революциям, культуре и традициям, дополняя информацию, представленную в Линии времени.
- Аудитория Освальдо Гойданича (порт. Auditório Oswaldo Goidanich) предназначена для различных мероприятий, включая семинары, лекции, конференции, симпозиумы, презентации книг, показы фильмов и мастер-классы.
- «Зелёная комната почтового отделения» (порт. Sala Verde dos Correios) под управлением Почты и Министерства окружающей среды и изменения климата представляет материалы, касающиеся охраны окружающей среды.
- Почтовый музей (порт. Museu Postal) хранит такие реликвии, как старые почтовые ящики, письменные столы и мебель, использовавшиеся в старом офисе Correios e Telégrafos.